# Xian de Manas
Cette page contient des caractères spéciaux ou non latins. S’ils s’affichent mal (▯, ?, etc.), consultez la page d’aide Unicode.
Pour les articles homonymes, voir Mana et Manas (homonymie).
Le xian de Manas (chinois : 玛纳斯县 ; pinyin : Mǎnàsī Xiàn ; ouïghour : ماناس ناھىيىسى / Manas Nahiyisi) est un district administratif de la région autonome du Xinjiang en Chine. Il est placé sous la juridiction de la préfecture autonome hui de Changji.
Son nom vient de la rivière et du lac qui en sont proches, sa signification vient du mongol manas, patrouilleur, du verbe manakh (mongol : манах (ᠮᠠᠨᠠᠬᠤ, patrouiller).

## Démographie
La population du district était de 161 174 habitants en 1999.